# Birgit Koschischek
Birgit Koschischek, född 22 maj 1987, är en österrikisk simmare. 
Koschischek tävlade i två grenar (100 meter frisim och 100 meter fjärilsim) för Österrike vid olympiska sommarspelen 2008 i Peking, där hon i båda grenarna blev utslagen i försöksheatet.
Vid olympiska sommarspelen 2012 i London blev Koschischek utslagen i försöksheatet på 100 meter fjärilsim. Vid olympiska sommarspelen 2016 i Rio de Janeiro blev hon utslagen i försöksheatet på 50 meter frisim.